# Stadio del Trampolino
Lo stadio del Trampolino è l'impianto che ospita i trampolini olimpici di Pragelato, in Italia.

## Storia
Costruito nel 2004 in previsione dei XX Giochi olimpici invernali, l'impianto ha ospitato le gare di salto con gli sci e di combinata nordica dei Giochi di Torino 2006, oltre a diverse tappe della Coppa del Mondo di combinata nordica e della Coppa del Mondo di salto con gli sci.

## Caratteristiche

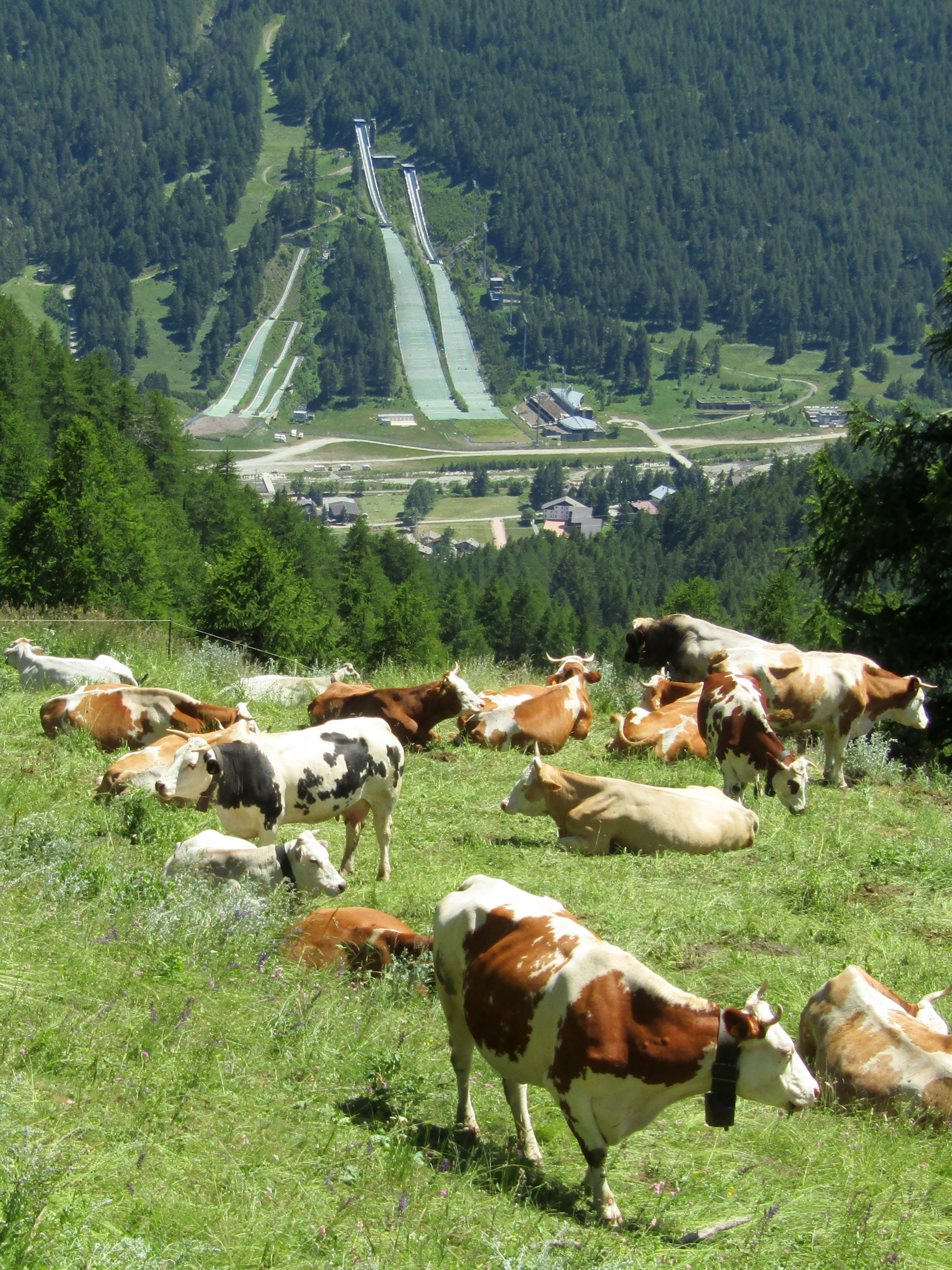
I trampolini nel 2021 visti dall'altro lato della Val Chisone

I due trampolini principali sono un HS 140 con punto K 125 (trampolino lungo) e HS 106 con punto K 95 (trampolino normale); i rispettivi primati ufficiali di distanza appartengono allo svizzero Simon Ammann (144 m nel 2008) e al russo Dmitrij Vasil'ev e al tedesco Michael Uhrmann (104,5 m, entrambi nel 2006); il primato ufficioso dal trampolino normale è stato stabilito invece dal russo Dmitrij Ipatov (108 m nel 2007).
Inoltre sono presenti tre trampolini scuola: il più piccolo è un HS 15 con punto K 15, poi un HS 32 punto K 30 e un HS 66. Vi è la possibilità di utilizzarli sia nel periodo invernale che in quello estivo.